# صفوان هوساوي
صفوان هوساوي (بالإنجليزية: Safwan Hawsawi)‏؛ مواليد 23 أبريل 1992 في مكة، السعودية، هو لاعب كرة قدم سعودي.

## مسيرة اللاعب
كانت بداياته مع نادي الوحدة و كانت له تجربه سابقه في نادي لوليتيانو البرتغالي وعاد للسعودي عن طريق نادي التعاون و لعب لهم لمدة سنة ووقع مع نادي هجر في صيف 2017 وبعدها لعب مع نادي العين و نادي النجوم ونادي اللواء.

## روابط خارجية
- صفوان هوساوي على موقع قاعدة بيانات كرة القدم.إي يو (الإنجليزية)
- صفوان هوساوي على موقع Soccerway.com (الإنجليزية)